# تييري أومير
تييري أومير (بالفرنسية: Thierry Omeyer) مواليد 2 نوفمبر 1976 في ميلوز، هو لاعب كرة يد فرنسي يلعب كحارس مرمى. يلعب حاليا مع نادي باريس سان جيرمان لكرة اليد ويحمل الرقم 16. مثل منتخب فرنسا لكرة اليد. شارك في دورة الألعاب الأولمبية الصيفية سنة 2000.

## المسيرة الاحترافية
لعب مع نادي سيليستات ألزاس لكرة اليد في الدوري الفرنسي من سنة 1994 إلى 2000، ثم انضم إلى نادي مونبلييه لكرة اليد من سنة 2000 إلى 2006، ثم انضم إلى نادي كيل لكرة اليد في الدوري الفرنسي من سنة 2006 إلى 2013، ثم انضم إلى نادي مونبلييه لكرة اليد في موسم 2013–2014، ثم انضم إلى نادي باريس سان جيرمان لكرة اليد في الدوري الفرنسي في سنة 2014.

## الميداليات
| الميدالية | المسابقة                           |
| --------- | ---------------------------------- |
| ذهبية     | الألعاب الأولمبية الصيفية 2008     |
| ذهبية     | الألعاب الأولمبية الصيفية 2012     |
| فضية      | الألعاب الأولمبية الصيفية 2016     |
| ذهبية     | بطولة العالم لكرة اليد للرجال 2001 |
| ذهبية     | بطولة العالم لكرة اليد للرجال 2009 |
| ذهبية     | بطولة العالم لكرة اليد للرجال 2011 |
| ذهبية     | بطولة العالم لكرة اليد للرجال 2015 |
| برونزية   | بطولة العالم لكرة اليد للرجال 2003 |
| برونزية   | بطولة العالم لكرة اليد للرجال 2005 |
| ذهبية     | بطولة أوروبا لكرة اليد للرجال 2006 |
| ذهبية     | بطولة أوروبا لكرة اليد للرجال 2010 |
| ذهبية     | بطولة أوروبا لكرة اليد للرجال 2014 |
| برونزية   | بطولة أوروبا لكرة اليد للرجال 2008 |

## روابط خارجية
- تييري أومير على موقع الاتحاد الأوروبي لكرة اليد (الإنجليزية)
- تييري أومير على موقع الاتحاد الفرنسي لكرة اليد (الفرنسية)
- تييري أومير على موقع نادي كيل لكرة اليد (الألمانية)
- تييري أومير على موقع اللجنة الأولمبية الدولية (الإنجليزية)
- تييري أومير على موقع أوليمبيديا (الإنجليزية)
- تييري أومير على موقع اللجنة الأولمبية الفرنسية (مؤرشف) (الفرنسية)